# Jealous James
Jealous James é um curta-metragem mudo norte-americano de 1914, do gênero comédia, estrelado por Jerold T. Hevener e Oliver Hardy.

## Elenco
- Jerold T. Hevener - Jim Jenkins
- Marguerite Ne Moyer - Clara Jenkins
- Eva Bell - Maude Mullen
- Bert Tracy - Sam (como Herbert Tracy)
- Raymond McKee - Harry
- Oliver Hardy - Grocery Boy (como Babe Hardy)